# تلفورت
تلفورت (انگلیسی: Telfort) شرکت مخابرات هلندی است، که در سال ۱۹۹۷ تأسیس شد.